# Rudolf Hennings

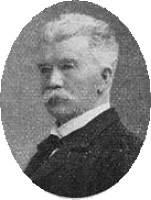
Rudolf Hennings.

Rudolf Theodor Alexander Hennings, född den 12 december 1841 på Bådesgård på Lolland, död den 25 juni 1921, var en dansk-svensk jordbrukare och framstående agronom.
Hennings far inflyttade till Sverige, varefter sonen blev student vid Uppsala universitet 1859, var elev vid enskilda egendomar i Danmark och i Sverige, genomgick kurs vid Ultuna lantbruksinstitut samt var 1863–1871 förvaltare av enskildas gårdar och 1871–1877 föreståndare för Lunds lantbruksskola i Närke. Åren 1877–1909 arrenderade han Schinkelska godset Vallstanäs i Uppland och 1909–1920 Sanda gård i Södermanland. 
Hennings var mycket använd i det allmännas tjänst, som ledamot av Stockholms läns hushållningssällskaps förvaltningsutskott (från 1889), av Ultunakommittén (1877), av styrelsen för Ultuna lantbruksinstitut 1878–1889, av styrelsen för statens redskapsprovningsanstalter (från 1897), som prisdomare och ledamot av styrelserna för lantbruksmöten och styrelsen för hästutställningar i Stockholm. Han blev ledamot av Lantbruksakademien 1884, föredragande på dess lantbruksavdelning 1894 och hedersledamot 1907.